# European Railway Award
Der European Railway Award ist eine Auszeichnung, die seit 2007 von der Gemeinschaft der Europäischen Bahnen, der UNIFE und den European Rail Infrastructure Managers (EIM) für besondere Verdienste um das Eisenbahnwesen vergeben wird.
Der Preis wird in den beiden Kategorien „Politik“ und „Technik“ vergeben und ist jeweils mit 10.000 Euro dotiert, die an eine gemeinnützige Institution nach Wahl des Preisträgers gehen. Von 2018 bis 2021 wurde jeweils nur ein Preis vergeben.

## Preisträger
| Jahr | Technik                           | Politik                      |
| ---- | --------------------------------- | ---------------------------- |
| 2007 | Jean Dupuy (F)                    | Karel Van Miert (B)          |
| 2008 | nicht vergeben                    | nicht vergeben               |
| 2009 | Bengt Sterner (S)                 | Moritz Leuenberger (CH)      |
| 2010 | Roland Heinisch (D)               | Felipe González (E)          |
| 2011 | Stefan Haas (Ingenieur) (A)       | Ken Livingstone (GB)         |
| 2012 | François Lacôte (F)               | Karel Vinck (B)              |
| 2013 | Johannes Nicolin (D)              | Benedikt Weibel (CH)         |
| 2014 | Giorgio Diana (I)                 | Jacques Barrot (F)           |
| 2015 | Alexander Neumeister (D)          | Andrew Adonis (GB)           |
| 2016 | Eric Fontanel (F)                 | Isabelle Durant (B)          |
| 2017 | nicht vergeben                    | nicht vergeben               |
| 2018 | Gotthard-Basistunnel (CH)         | Gotthard-Basistunnel (CH)    |
| 2019 | Catherine Trautmann (F)           | Catherine Trautmann (F)      |
| 2020 | Geert Pauwels (B)                 | Geert Pauwels (B)            |
| 2021 | iLINT hydrogen train project      | iLINT hydrogen train project |
| 2022 | Bane NOR’s ERTMS programme (N)    | Manfred Weber (D)            |
| 2023 | Ukrsalisnyzja (UA)                | Eglė Šimė (LT)               |
| 2024 | DSB S-Train Operator Project (DK) | Violeta Bulc (SLO)           |

Zu den bisherigen Trägern des technischen Preises gehören 2007 Jean Dupuy für die Entwicklung des ersten TGV und 2009 der schwedische Eisenbahningenieur Bengt Sterner als „Vater“ des Systems ERTMS zur Steuerung des Eisenbahnverkehrs. Den politischen Preis erhalten haben 2007 der ehemalige EU-Verkehrskommissar Karel Van Miert für die Schaffung der Grundlagen für einen integrierten europäischen Eisenbahnmarkt und 2009 der Schweizer Verkehrsminister (Vorsteher des UVEK) Moritz Leuenberger für sein politisches Engagement zur Förderung einer Verkehrsverlagerung von der Straße auf die Schiene.
2010 wurde der technische Preis an das ehemalige Vorstandsmitglied der Deutschen Bahn Roland Heinisch verliehen; den politischen Preis erhielt der frühere spanische Ministerpräsident Felipe González. Heinisch erhielt seinen Preis für wesentliche Beiträge zur technischen Entwicklung der Eisenbahnen auf nationaler wie auch internationaler Ebene, wobei insbesondere sein Einsatz für Hochgeschwindigkeitsverbindungen zwischen Frankreich, Belgien und Deutschland Erwähnung fand. Für die Vergabe des politischen Preises an González ausschlaggebend war seine Entscheidung, die spanische Wirtschaft durch Großinvestitionen in den Hochgeschwindigkeitsverkehr zu fördern.
Nachdem der Preis im Jubiläumsjahr 2017 gar nicht und 2018 nicht an eine Person, sondern an das Gotthard-Basistunnel-Projekt vergeben wurde, erhielt den Preis 2019 die Koordinatorin für den TEN-T Korridor Nordsee-Baltikum Catherine Trautmann. 2020 wurde der CEO des belgischen Güterverkehrsunternehmens Lineas ausgezeichnet. Er erhielt den Preis für seine wirtschaftlichen Erfolge bei der Sanierung der ehemals staatlichen Güterbahn und der Einführung eines Produktionssystems, welches Elemente des Einzelwagenverkehrs mit Elementen des Kombinierten Verkehrs verbindet.
Im Jahr 2021 erhielten sowohl der Präsident des Europäischen Parlaments, David Sassoli, als auch die FreeInterrail-Initiatoren und Autoren Vincent-Immanuel Herr und Martin Speer im Rahmen des Europäischen Jahres der Eisenbahn Sonderauszeichnungen beim European Railway Award.
Die Preise des Jahres 2025 wurden in anderen Kategorien vergeben. Den Rail Champion prize erhielt der frühere italienische Premierminister Enrico Letta, den Lifetime Achievement Award der frühere Europaabgeordnete Dominique Riquet und den Accomplishment Award der Eisenbahnfunktionär Josef Doppelbauer.